# Loxandrus accelerans
Loxandrus accelerans är en skalbaggsart som beskrevs av Thomas Casey. Loxandrus accelerans ingår i släktet Loxandrus och familjen jordlöpare. Inga underarter finns listade i Catalogue of Life.